# Коричневый мышиный лемур
Кори́чневый мыши́ный лему́р, или рыжий лемур (лат. Microcebus rufus) — млекопитающее из рода мышиных лемуров семейства карликовых лемуров.

## Внешний вид
Верхняя часть тела лемуров имеет окраску от красновато-коричневой до светло-коричневой, нижняя часть тела — от белой до кремовой. Шерсть мягкая. Между глазами и ниже носа имеется белая или кремовая полоса. Щёки коричнево-красного цвета. Уши среднего размера.
Длина тела 12,5 см. Длина хвоста — 11,5 см. Масса тела около 50 г, хотя в феврале и марте она немного больше.

## Поведение

### Образ жизни
Как и другие приматы, лемуры используют разнообразные виды общения друг с другом. Маркировка имеет важное значение в период гона, также как и визуальные сигналы, такие как прикосновение к половым органам.
Естественные места обитания этого вида — первичные и вторичные леса, в том числе лесные полосы прибрежных тропических лесов и вторичные бамбуковые леса.
Питаются лемуры в первую очередь плодами растений, хотя иногда могут употреблять в пищу насекомых, молодые листья, цветки, смолу деревьев, нектар и пыльцу цветов. Рацион изменяется сезонно, с увеличением потребления фруктов в период с декабря по март.

### Размножение и продолжительность жизни
Лемуры исполняют ритуальные ухаживания перед спариванием, которые состоят из использования мягкого звонкого писка и хлестания хвостом для того чтобы привлечь самку к спариванию. Самки оповещают самцов о своей половой восприимчивости с помощью частых трений половых органов и вытирания рта.
На территориях самцов обычно живут несколько самок. Доминирующие самцы могут спариваться с несколькими самками, создавая своего рода гарем.
Спаривание лемуров происходит в период с сентября по октябрь. Беременность длится около 60 дней. Молодняк рождается в ноябре-декабре, в помёте бывает от 1 до 3 детёнышей. Лактация длится 2 месяца, от материнского молока детёныши отучаются в феврале, когда корм становится легко доступным. Половая зрелость наступает после 1 года жизни.
Продолжительность жизни лемуров в природе составляет от 6 до 8 лет, но в неволе они могут доживать до 10—15 лет.

## Распространение
Коричневый мышиные лемуры распространены в районах тропических лесов в северной и восточной части Мадагаскара.